# Los Saylors
Los Saylors fueron un grupo musical mexicano de estilo versátil, surgido a principios de 1970 en Nueva Rosita Coahuila, Coahuila, México. Son ampliamente recordados por su éxito radiofónico nacional e internacional titulado "El Golpe Traidor".

## Historia
Este grupo lograría su primer éxito con el álbum "El Golpe Traidor", grabado en 1971 para la ya desaparecida marca Discos Cisne, de México, D.F.

## Estilo
Incursionaron en varios estilos musicales:
- Canciones gruperas
- Balada
- Rancheras
- Rock

## Discografía
"Los Saylors graban 12 LP para Cisne-Raff Records, 3 en Joy, 4 en Ramex, 4 en Disa" y otro en BMG Ariola.
Ellos inician en el sello discográfico Cisne-Raff, donde la agrupación realizaba sus grabaciones con gran tecnología, ya que la disquera contaba con estudios propios y tecnología de grabación en 8 canales, para el año 1970.
Se han reeditado en CD, algunas recopilaciones que incluyen sus éxitos y varios temas de su extensa discografía, esto por parte de Univisión Records, que posee los másteres originales realizados por la desaparecida marca Discos Cisne.

## Éxitos
Son 3 canciones, las que han hecho a este grupo inolvidable, estas son:
- El Golpe Traidor (1971).
- Si tus besos se van
- Extrañame
- Paloma dejame ir

## Otros temas destacados
- Si no te quisiera
- Sonreír
- Oye como va
- Datos: Q5980346